# Víctor Laguardia
Víctor Laguardia Cisneros (Zaragoza, 5 de noviembre de 1989), conocido deportivamente como Laguardia, es un exfutbolista que jugaba de defensa central español su último equipo fue el Deportivo Alavés.

## Trayectoria
Laguardia se formó en la cantera del Real Zaragoza. Debutó en Primera División con el Real Zaragoza en el partido disputado, el 29 de agosto de 2009, en La Romareda contra el C.D. Tenerife. A lo largo de la temporada disputó otros dos partidos ligueros más y también compitió con el Real Zaragoza "B" en 3.ª División. El 2 de enero de 2010 sufrió una rotura del ligamento cruzado de la rodilla derecha que le tuvo de baja el resto de la temporada. En la siguiente campaña permaneció inédito ya que tuvo que pasar dos ocasiones más por el quirófano por problemas en la rodilla derecha.
En la temporada 2011-12 jugó cedido en la U. D. Las Palmas de la Segunda División. Tras su paso por el equipo canario, realizó la pretemporada con el Real Zaragoza y salió de nuevo cedido a la A.D. Alcorcón de la misma categoría para la campaña 2012-13. En la campaña 2013-14 se quedó definitivamente en el Real Zaragoza, recién descendido a Segunda División. El 8 de junio de 2014, se estrenaría como capitán del Real Zaragoza en el último partido de la temporada.
La convulsa situación (tanto a nivel social como económico) del equipo maño provocaría que no renovara por su equipo del alma fichando por el Deportivo Alavés en el verano de 2014. En el equipo babazorro se convirtió en un elemento clave en la defensa del equipo que logró el ascenso a Primera División en 2016.
El 23 de mayo de 2017 se sometió a una artroscopia que diagnosticó una rotura del ligamento cruzado de la rodilla derecha, permaneciendo de baja hasta el mes de enero. En la Temporada 2020-21 alcanzó los 200 partidos con el Deportivo Alavés. Al finalizar la temporada 2022-23 se retiró del fútbol profesional.

## Selección nacional
Consiguió la medalla de oro con la selección española, en los Juegos Mediterráneos de 2009, celebrados en Pescara (Italia). También disputó la fase final de un Mundial 2009 Sub-20 con la selección española en 2009. En noviembre de ese mismo año participó en dos encuentros clasificatorios con la selección sub-21.

## Clubes
| Club              | País   | Año       | Part. | Goles |
| ----------------- | ------ | --------- | ----- | ----- |
| Real Zaragoza "B" | España | 2008-2011 | 36    | 0     |
| Real Zaragoza     | España | 2009-2011 | 5     | 0     |
| U. D. Las Palmas  | España | 2011-2012 | 26    | 1     |
| A. D. Alcorcón    | España | 2012-2013 | 28    | 3     |
| Real Zaragoza     | España | 2013-2014 | 29    | 0     |
| Deportivo Alavés  | España | 2014-2023 | 285   | 12    |